# Scooby-Doo : Le Chant du vampire
Série
Scooby-Doo : La Légende du Phantosaure
(2011) Scooby-Doo et les Vacances de la peur
(2012)
Pour plus de détails, voir Fiche technique et Distribution.
Scooby-Doo : Le Chant du vampire (Scooby-Doo and the Music of the Vampire) est un film américain réalisé par David Block et sorti en vidéo en 2012. 
C'est le 17e long métrage de la série de films de la franchise Scooby-Doo de Warner Bros.

## Synopsis
Scooby-Doo et ses amis décident de prendre des vacances et se rendent à Petit Chauve Sourie Ville pour assister au festival des vampires. Vincent Van Helsing, un descendant de Abraham Van Helsing fondateur de la ville, leur montre sa collection sur les vampires  dont la pièce maitresse est le vampire lord Valdronya enfermé dans un cercueil en verre pour 1000 ans. Celui-ci est libéré grâce à un chant de résurrection durant un spectacle donné par une troupe d'acteurs et décide de faire de Daphné sa reine.

## Fiche technique
- titre original : Scooby-Doo and the Music of the Vampire
- titre français : Scooby-Doo : Le chant du Vampire
- Réalisateur :
- Scénario : David Block
- Montage :
- Musique :
- Producteur :
- Société de production : Warner Bros.
- Pays d'origine :  États-Unis
- Langue : Anglais
- Format :
- Durée : 76 minutes
- Genre : Animation, aventure et comédie horrifique
- Dates de sortie :
  -  États-Unis : 2012

## Distribution

### Voix originales
- Frank Welker : Scooby-Doo / Fred Jones
- Mindy Cohn : Velma Dinkley
- Grey DeLisle : Daphne Blake
- Matthew Lillard : Shaggy Rogers

### Voix françaises
- Mathias Kozlowski : Fred Jones
- Éric Missoffe : Sammy Rogers / Scooby-Doo
- Caroline Pascal : Véra Dinkley
- Céline Melloul : Daphné Blake